# Euryglossa frenchii
Euryglossa frenchii is een vliesvleugelig insect uit de familie Colletidae. De wetenschappelijke naam van de soort is voor het eerst geldig gepubliceerd in 1910 door Cockerell.